# Kulturhuset Krudttønden
 For alternative betydninger, se Krudttønde.
Kulturhuset Krudttønden er en café og et lokalt kulturcenter beliggende på Serridslevvej 2, ved Østerfælled Torv i Østerbro, København.
Krudttønden bliver anvendt til mange forskellige kulturelle arrangementer; teater, koncerter, debatter, udstillinger og receptioner. Faciliterne omfatter også en kulturcafe.

## Historie
Krudttønden blev etableret i 1990 af Københavns Kommune efter opfordring af lokale kunstnere og ildsjæle. Bygningen er et tidligere kasernebyggeri og ridehal - og er senere blevet udvidet.

### Terrorangrebet i 2015
Den 14. februar 2015 blev caféen udsat for et skudangreb under et debatmøde om ytringsfrihed, hvor Lars Vilks og François Zimeray, den franske ambassadør i Danmark, var til stede. Den 55-årige filminstruktør Finn Nørgaard blev dræbt og tre politifolk såredes.